# リアクション芸人
リアクション芸人（リアクションげいにん）は、司会者から弄られたり、ドッキリを仕掛けられたり、体を張った仕事をさせられるなどヨゴレ役（かませ犬）が芸風のタレント。それに対してリアクションを取ることからリアクション芸人と呼ばれるようになった。代表的なタレントには玉川良一、稲川淳二、片岡鶴太郎、上島竜兵、出川哲朗、山崎邦正、狩野英孝がいる。

## 特徴
芸能界におけるジャンル、カテゴリはお笑いタレント（お笑い芸人）に属するが、基本的にトークを売りとせず漫才やコントなどをしてもすべる（受けない）ため、これらをテレビ番組で披露しない芸人が多い。体を張った仕事から「汚れ役」、｢かませ犬｣と言われ、『ヨゴレ』（ヨゴレ芸人）、クショクション芸人と呼ばれることもある（ヨゴレ芸人については「ヨゴレ」を参照）。
トーク番組では噛んでしまう事やすべる事が多い。すべり芸を芸風としている者が多く、弄られ役として数多くのバラエティ番組で重宝される。
評価的にはネガティブランキングで上位になることが多い。

## 歴史
1970年代に玉川良一、林家ペー、稲川淳二らによる『元祖どっきりカメラ』でのリアクション、ザ・ドリフターズ（いかりや長介、高木ブー、仲本工事、加藤茶、志村けん）のたらい芸といった、痛みに苦しむ様で笑いをとるコントが一世を風靡した。
1980年代以降は『スーパージョッキー』『オレたちひょうきん族』といった主にビートたけしの関わるバラエティ番組で、片岡鶴太郎、たけし軍団（ガダルカナル・タカ、東国原英夫、つまみ枝豆、ダンカン、松尾伴内）が体を張ったロケやコーナーを頻繁に行うようになった。「アツアツおでん」「熱湯風呂」などリアクション芸のステレオタイプとされる芸はこの時期に完成した。
1990年代以降、『ビートたけしのお笑いウルトラクイズ』『浅草橋ヤング洋品店』などの番組で上島竜兵（ダチョウ倶楽部）、出川哲朗、江頭2:50等が頭角を現し、市民権を得るようになった。
2000年代以降は山崎邦正が頭角を表した。
2010年代以降のリアクション芸人では小峠英二（バイきんぐ）、クロちゃん（安田大サーカス）、中岡創一（ロッチ）、大島美幸（森三中）、尾形貴弘（パンサー）、ナダル（コロコロチキチキペッパーズ）、小宮浩信（三四郎）、あばれる君等がいるが、有吉弘行は正当なリアクション芸人の継承者は狩野英孝と認めている。リアクション芸人の代表格である上島竜兵は生前に狩野、中岡、大島、尾形のリアクション芸を評価しており、特に狩野は上島、出川と共にリアクション芸人トリオとしてBeeTVの『上島・出川・狩野「笑いの神に愛された男たち」』に出演していた。
2020年代以降では放送倫理基準の厳重化や番組予算の縮小、更には芸能事務所側がNGを出すケース、コロナ禍によるロケの減少も絡んで、若手の台頭がなくなり、狩野を最後にリアクション芸人は現れていない。